# عمر بلبشير
عمر بلبشير (من مواليد 13 ديسمبر 1980 في بوردو، فرنسا) لاعب كرة قدم فرنسي جزائري. يلعب حاليًا في الدوري الفرنسي الدرجة الرابعة في Stade Bordelais.

## روابط خارجية
- عمر بلبشير على موقع قاعدة بيانات كرة القدم.إي يو (الإنجليزية)